# Руба
Руба (блр. Руба; рус. Руба) насељено је место са административним статусом варошице (городской посёлок) на крајњем североистоку Републике Белорусије. Иако административно припада Витепском рејону Витепске области под директном је управом града Витепска.
Према процени из 2014. у насељу је живело око 7.500 становника.

## Географија
Варошица је смештена на обали Западне Двине на месту најопаснијих брзака на овој реци, на око 15 км источно од Витепска, у зони простране Сурашке низије.

## Историја
Насеље је основано почетком XIX века као село у границама Витепског округа и важан центар пољопривредног добра које је обухватало и 4 суседна села. На овом подручју се дуж обе обале реке на површини појављују знатније наслаге доломита са вискоим садржајем кречњака, који је постао важна сировина у привредном развоју места.
Према подацима из 1909. у тада селу Руба живео је свега 31 житељ. Године 1931. у насељу је основана фабрика за прераду кречњака и доломита која је довела до привредног препорода места, а изграђена је и железница до Витепска у дужини од 22 км.
Садашњи административни статус насеље има од 1970. године.

## Становништво
Према процени, у насељу је 2014. живело око 7.500 становника.
| 1897. | 1979. | 1989. | 1999. | 2009. | 2014.  |
| ----- | ----- | ----- | ----- | ----- | ------ |
| ---   | ---   | ---   | ---   | 7.300 | 7.500* |

Напомена: према процени националне статистичке службе Белорусије.